# ナンセン国際難民事務所
ナンセン国際難民事務所（ナンセンこくさいなんみんじむしょ、フランス語: Office International Nansen pour les Réfugiés）は、国際連盟によって1930年に設立された、戦地からの難民を国際的に担当していた機関である。無国籍の難民に対し国家間の移動を可能にするナンセン・パスポートを発行していたことで知られる。1938年にノーベル平和賞を受賞した。

## 歴史
ナンセン国際難民事務所は、1922年からフリチョフ・ナンセンがスイス・ジュネーブで行っていた国際的な難民支援活動を引き継ぐために、1930年のナンセンの死の直後に国際連盟によって設立された。連盟はナンセン事務所の管理費も提供していたが、福祉と救済のための収入は個人の寄付から得ていたため、ナンセン・パスポートは手数料のみで提供されていた。
活動は、人道的物資援助、難民保護に関する国際的取り決めの実施の監視、に限定されていた。また、対象は1930年以前の難民に限定された。そのため、第三帝国や内戦で荒廃したスペインからの難民にはナンセン事務所の援助は適用されなかったが、多くの国がその難民の受け入れを拒否していた。
このような問題があったにもかかわらず、1938年にはその活動が評価されてノーベル平和賞が授与された。ただし、同年にナンセン国際難民事務所はドイツ難民高等弁務官事務所と統合されて、国際連盟難民高等弁務官事務所となっており、賞を受け取ったのは難民高等弁務官事務所だった。
1933年の難民条約が14か国で採択されたのは、ナンセン事務所のおかげである。この条約はささやかな人権憲章であった。
ナンセン事務所は、4万人のアルメニア人をシリアとレバノンの村に特別に建てられた家に避難させることに尽力し、さらに1万人をエレバンに再定住させた。
ナンセン事務所は、1935年以降、パラグアイのザール難民の定住を成功させる役割を担った。